# Сайкс, Энни
Энни Сайкс (англ. Annie Sykes, урождённая Annie Sailings Gooding; 1855—1931) — американская художница-импрессионист.
Специализировалась на акварельных работах, уделяла внимание в своих работах садовым, цветочным, пейзажным и прибрежным темам.

## Биография
Родилась в 1855 году в Бруклайне, штат Массачусетс. Её отец был мастером работ по серебру и гравером, а мать — одаренной рукодельницей. Воодушевленная примером родителей, Энни в детстве увлеклась искусством.
Выросла в Бостоне, где была одной из первых женщин, поступивших в Школу Бостонского музея изящных искусств, где она училась в 1878—1882 годах. В 1882 году вышла замуж и вместе с мужем уехали в Цинциннати, где продолжила своё художественное образование в Художественной академии Цинциннати (в 1884—1894 годах).
Её карьера прошла в основном в Цинциннати, где Энни была одним из ведущих представителей арт-сообщества. Летом она работала вдоль побережья Новой Англии: в местечке Nonquitt (где у неё был летний дом, ныне район города Дартмут) и Глостере штат Массачусетс, а также в деревне Кейп-Порпойз, штат Мэн. Некоторое время делила художественную студию с другой художницей — Кристиной Бредин.
Её акварели 1895—1915 годов блестящие по цвету и разительности критики сравнивают с акварелями Чайльда Гассама. Энни Сайкс была участницей многих выставок, включая Cincinnati Centennial Exposition в Цинциннати (1888) и Всемирную выставку в Чикаго (1893). В 1901 году, всего через пять лет после своей первой выставки в Художественном институте Чикаго, её пригласили в состав жюри престижной ежегодной выставки этого института. Её работы находятся во многих музеях США.
Энни Сайкс была соосновательницей Женского арт-клуба Цинциннати и его президентом в 1903 году. Также являлась членом Национальной ассоциации женщин-художников, Нью-Йоркского клуба акварелистов (New York Watercolor Club) и Американского общества акварелистов. Она совершала поездки в Европу (Германия, Италия, Франция) и посетила Бермудские острова (1913).
Умерла в Цинциннати в 1931 году.